# امبواواری
امبواواری (به لاتین: Amboavory) یک سکونتگاه مسکونی در ماداگاسکار است که در آلائوترا-مانگورو واقع شده‌است.

## خصوصیات
امبواواری ۲۳٬۰۰۰ نفر جمعیت دارد و ۷۹۰ متر بالاتر از سطح دریا واقع شده‌است.